# Makoto Yonekura
Makoto Yonekura (jap. 米倉 誠 Yonekura Makoto; ur. 28 grudnia 1970) – japoński piłkarz występujący na pozycji pomocnika.

## Kariera klubowa
Od 1989 do 1998 roku występował w klubach NKK, Nagoya Grampus Eight i Cerezo Osaka.